# Taphrina deformans
Espèce
Taphrina deformans est une espèce de champignons ascomycètes de la famille des Taphrinaceae. Cette espèce est l'agent causal de la maladie de la cloque du pêcher.